# 小川玄
小川 玄（おがわ げん、1974年11月16日 - ）は、気象予報士。
- 神奈川県出身。早稲田大学政治経済学部政治学科を卒業し、名古屋テレビ放送（メ〜テレ）の気象予報士となる。
- 小型船舶や救急（簡易）の資格を所有している。
- 現在は結婚し、東京都の小学校の教諭を務めている。 ・2020年東京都の学校の＃年生の担任をしている。児童に「元気が一番！」とよく言う。インドへ行った事もある。なんと12回も引っ越しをしている。

## 出演した番組
- ニュースTRYあんぐる
- メ〜テレワイドスーパーJチャンネル
- ぱっぱ屋
- どですか